# Full Eclipse
Pour plus de détails, voir Fiche technique et Distribution.
Full Eclipse est un téléfilm fantastique américain réalisé par Anthony Hickox, sorti en 1993. Le slogan se lisait : « Il y a une nouvelle force de police dans les rues ... et ils ne sortent que la nuit » (« There's a new police force on the streets... and they only come out at night »).

## Synopsis
En pleins lieux d'une prise d'otages à Los Angeles, un des deux inspecteur de la brigade criminelle est gravement blessé par des criminels. Transporté en urgence à l’hôpital, il reste dans le coma pendant plusieurs jours : il se réveille soudain et, se portant à merveille, reprend ses activités. Son partenaire, quant à lui, en est choqué. Dans un comportement différent, il prend des risques effrénés en sollicitant les agresseurs et, le surlendemain, se suicide sous les yeux de son acolyte.
Anéanti par ce spectacle, l'associé travaille désormais avec la brigade spéciale gérée par un inspecteur étrangement particulier ayant réuni les recrues les plus importantes dans les milieux de la police : ils se mobilisent très généralement la nuit, en s’injectant un étrange sérum qui leur permet d'avoir plus de forces, tout en se muant en loup-garou…

## Fiche technique
- Titre original : Full Eclipse
- Réalisation : Anthony Hickox
- Scénario : Richard Christian Matheson et Michael Reaves
- Direction artistique : Gregory Melton
- Décors : William J. Blanchard et Rusty Smith
- Costumes : Tony Gardner et Mary Claire Hannan
- Photographie : Sandi Sissel
- Montage : Peter Amundson
- Musique : Gary Chang
- Production : Peter Abrams et Robert L. Levy
- Sociétés de production : Tapestry Films ; Citadel Entertainment et Home Box Office (coproductions)
- Sociétés de distribution (télévision) : Home Box Office (États-Unis), TF1 Vidéo (France)
- Pays d'origine :  États-Unis
- Langue originale : anglais
- Format : couleur - Ultra Stéréo
- Genre : fantastique
- Durée : 93 minutes
- Dates de sortie :
  - États-Unis : 27 novembre 1993 sur HBO
  - France : [Quand ?] (VHS)

## Distribution
- Mario Van Peebles (VF : Bruno Dubernat) : Max Dire
- Patsy Kensit (VF : Déborah Perret) : Casey Spencer
- Bruce Payne (VF : Michel Vigné) : Adam Garou
- Anthony John Denison (VF : Nicolas Marié) : Jim Sheldon
- Jason Beghe (VF : Bernard Métraux) : Doug Crane
- Paula Marshall (VF : Marie-Laure Beneston) : Liza
- John Verea (VF : Thierry Wermuth) : Ramon Perez
- Dean Norris : Fleming
- Willie C. Carpenter : Ron Edmunds
- Victoria Rowell : Anna Dire
- Scott Paulin (VF : Gérard Rinaldi) : Teague
- Mel Winkler (VF : Régis Ivanov) : Stratton
- Joseph Culp : l'inspecteur Tom Davies
- Joey DePinto (VF : Michel Lasorne) : Silvano